# Vicdessos
Vicdessos is een plaats en voormalige gemeente in het Franse departement Ariège (regio Occitanie) en telt 444 inwoners (2004). De plaats maakt deel uit van het arrondissement Foix. Vicdessos is op 1 januari 2019 gefuseerd met de gemeenten Goulier, Sem en Suc-et-Sentenac tot de gemeente Val-de-Sos.  

## Geografie
De oppervlakte van Vicdessos bedraagt 6,0 km², de bevolkingsdichtheid is 74,0 inwoners per km².
De onderstaande kaart toont de ligging van Vicdessos met de belangrijkste infrastructuur en aangrenzende gemeenten.

## Demografie
Onderstaande figuur toont het verloop van het inwonertal (bron: INSEE-tellingen).

Vanwege een beveiligingsprobleem met de MediaWiki Graph-software is het momenteel niet mogelijk deze grafiek weer te geven. Zodra de software is bijgewerkt zal de grafiek vanzelf weer zichtbaar worden.